# João Velasco de Molina
João Velasco de Molina foi um militar e administrador colonial português.
Foi capitão-mor governador da capitania do Espírito Santo, de 23 de março de 1690 a 5 de julho de 1695 e depois outra vez, de setembro de 1716 a 1 de janeiro de 1721. Quando Antônio Rodrigues Arzão, varando pelo rio Doce, foi até Vitória e lhe apresentou as três oitavas, fez duas Memórias das quais uma ficou com Molina.
Foi também capitão-mor do Grão-Pará de 20 de julho de 1698 a 14 de abril de 1707.